# Vörösfejű egértimália
A vörösfejű egértimália (Pellorneum ruficeps) a madarak osztályának verébalakúak (Passeriformes) rendjébe és a Pellorneidae családjába tartozó faj.

## Rendszerezése
A fajt William John Swainson angol ornitológus írta le 1832-ben.

## Alfajai
- Pellorneum ruficeps acrum Deignan, 1947
- Pellorneum ruficeps chamelum Deignan, 1947
- Pellorneum ruficeps chthonium Deignan, 1947
- Pellorneum ruficeps deignani Delacour, 1951
- Pellorneum ruficeps dilloni Delacour, 1951
- Pellorneum ruficeps dusiti Dickinson & Chaiyaphun, 1970
- Pellorneum ruficeps elbeli Deignan, 1956
- Pellorneum ruficeps euroum Deignan, 1947
- Pellorneum ruficeps hilarum Deignan, 1947
- Pellorneum ruficeps indistinctum Deignan, 1947
- Pellorneum ruficeps insularum Deignan, 1947
- Pellorneum ruficeps mandellii Blanford, 1871
- Pellorneum ruficeps minus Hume, 1873
- Pellorneum ruficeps olivaceum Jerdon, 1839
- Pellorneum ruficeps oreum Deignan, 1947
- Pellorneum ruficeps pallidum Abdulali, 1982
- Pellorneum ruficeps pectorale Godwin-Austen, 1877
- Pellorneum ruficeps punctatum (Gould, 1838)
- Pellorneum ruficeps ripleyi Deignan, 1947
- Pellorneum ruficeps ruficeps Swainson, 1832
- Pellorneum ruficeps shanense Deignan, 1947
- Pellorneum ruficeps smithi Riley, 1924
- Pellorneum ruficeps stageri Deignan, 1947
- Pellorneum ruficeps subochraceum Swinhoe, 1871
- Pellorneum ruficeps ubonense Deignan, 1947
- Pellorneum ruficeps victoriae Deignan, 1947
- Pellorneum ruficeps vividum La Touche, 1921
- Pellorneum ruficeps vocale Deignan, 1951[2]

## Előfordulása
Dél- és Délkelet-Ázsiában, Banglades, Bhután, Kambodzsa, Kína, India, Laosz, Malajzia, Mianmar, Nepál, Thaiföld és Vietnám területén honos. A természetes élőhelye a szubtrópusi vagy trópusi síkvidéki- és hegyi esőerdők, mérsékelt övi cserjések és ültetvények. Állandó, nem vonuló faj.

## Megjelenése
Testhossza 17 centiméter, testtömege 21-31 gramm.
|  |

## Életmódja
Rovarokkal táplálkozik.